# Бережной, Николай Иванович (Герой Советского Союза)
Николай Иванович Бережной (1909—1977) — старшина Рабоче-крестьянской Красной Армии, участник Великой Отечественной войны, Герой Советского Союза (1944).

## Биография
Николай Бережной родился в 1909 году на хуторе Корпинский (ныне — Лозовский район Харьковской области) в крестьянской семье. Получил начальное образование, работал зоотехником. В июле 1941 года Бережной был призван на службу в Рабоче-крестьянскую Красную Армию. Участвовал в Сталинградской битве, освобождении Элисты и Ростова-на-Дону, боях на реке Миус, Донбасской, Мелитопольской операциях, освобождении Николаевской области, Польши, Берлинской операции, служил на Сталинградском, Южном, 4-м и 1-м Украинских фронтах. К августу 1944 года Бережной уничтожил 4 танка, 7 автомашин, 12 пулемётов, около роты солдат и офицеров противника. Отличился во время боёв за Сандомирский плацдарм на реке Висла. К тому времени старшина Бережной командовал орудием 398-го артполка 118-й стрелковой дивизии 5-й гвардейской армии 1-го Украинского фронта.
13 августа 1944 года у посёлка Влосновице в 18 километрах к юго-востоку от польского города Буско-Здруй немецкие войска предприняли контратаку с целью уничтожения советских подразделений на плацдарме. В отражении контратаки участвовал и расчёт Бережного, уничтожив 1 танк. Во время боя близким взрывом снаряда противника был выведен из строя весь расчёт, а само орудие было повреждено. Несмотря на полученное ранение в плечо, Бережной поля боя не покинул, продолжив вести огонь из автомата. Обнаружив неподалёку орудие, оставшееся без расчёта, он стал вести огонь из него, подбив ещё два танка.
Указом Президиума Верховного Совета СССР от 23 сентября 1944 года за «мужество, отвагу и героизм, проявленные в борьбе с немецко-фашистскими захватчиками» старшина Николай Бережной был удостоен высокого звания Героя Советского Союза с вручением ордена Ленина и медали «Золотая Звезда» за номером 4285.
К концу войны расчётом Бережного было уничтожено 9 танков, 18 пулемётов, 10 орудий, 13 БТР, 9 автомашин и большое количество живой силы противника. В 1945 году в звании старшины Бережной был демобилизован. В 1948 году вступил в ВКП(б). Проживал и работал в посёлке Орелька Лозовского района. Умер 2 июля 1977 года.
Был также награждён орденом Красной Звезды, а также рядом медалей.